# Illa Moyenne
L'illa Moyenne és una petita illa (9,9 ha) al parc nacional marí de Sainte Anne de la costa del nord de Mahé, Seychelles. Des de la dècada de 1970 ha estat una reserva de flora i fauna. Des de 1915 fins a la dècada de 1960, l'illa va estar abandonada fins que la va comprar Brendon Grimshaw.
Grimshaw va ser l'únic habitant de l'illa fins que es va morir, al juliol de 2012. Actualment és un parc nacional i es pot visitar en viatges organitzats.

## Història

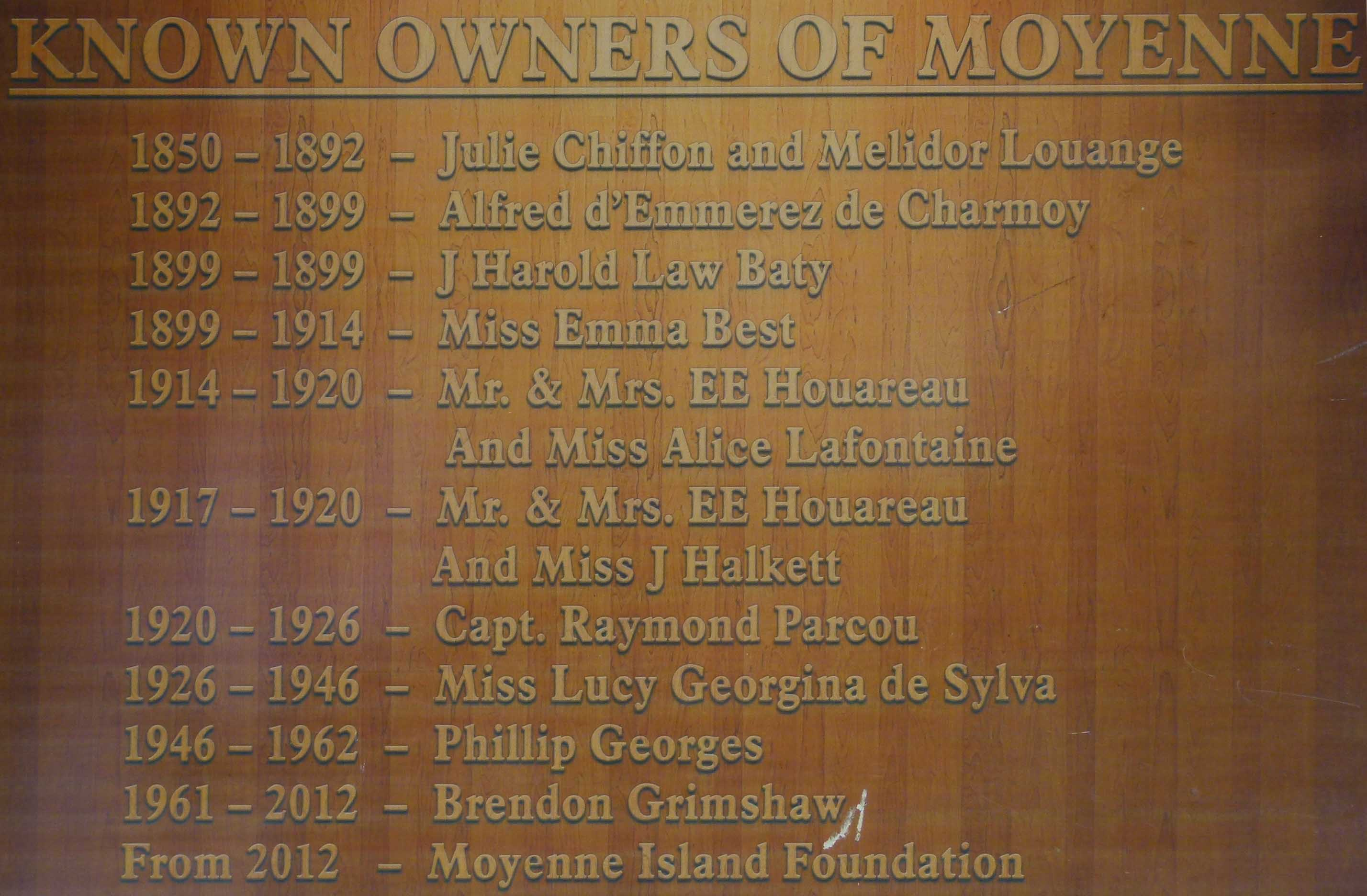
Tauler d'informació de Moyenne (març 2016)
El nom de l'illa deriva del francès moyenne, "mitjà." Va ser presumptament utilitzada per pirates en els segles XVIII i XIX i conté dues tombes anomenades tombes pirates.
De 1946 a 1962 l'illa era propietat de Phillip Georges. Ell i la seva esposa Vera Georges van viure a l'illa durant els seus primers anys i més tard es van mudar a Mahe, on van viure en la propietat coneguda com Fairview. Una vista a l'illa i una platja van ser nomenades en honor a Vera, qui passava els seus dies en la propietat mentre el seu marit Phillip treballava en Mahe durant el dia.
Phillip va vendre l'illa a Brendon Grimshaw després que van tenir un sopar junts. Phillip i Vera eren molt hospitalaris i van convidar a Brendon a sopar quan els va proposar comprar la seva illa. Es va arribar a un acord després d'un llarg sopar.

Brendon Grimshaw va adquirir l'illa per £8.000 (uns 10.000 dòlars), el 1962, i es va proposar fer-ne un lloc habitable. Ho va aconseguir amb l'ajuda de René Antoine Lafortune. Van tractar l'illa com a reserva de la naturalesa, cobrant als visitants 12€ per passar-hi el dia i sopar al restaurant Jolly Roger.
Grimshaw i el seu amic van plantar-hi setze mil arbres, van construir 4,8 quilòmetres de camins i van portar-hi i criar tortugues gegants de Aldabra, amb la intenció de crear una illa d'una bellesa increïble. A part d'una àmplia varietat de plantes i ocells, l'illa és la llar d'unes 120 tortugues gegants. El 2012, segons Grimshaw, la tortuga més vella tenia 76 anys.
El 1996, Grimshaw va escriure un llibre sobre ell mateix i sobre l'illa, titulat Un gra de sorra. El 2009 es va produir una pel·lícula documental sobre Grimshaw i l'illa, anomenada també Un gra de sorra.
Després de 20 anys de persistència, Grimshaw i Lafortune van aconseguir l'objectiu de convertir l'illa Moyenne en un parc nacional propi, separat del parc marí Ste. Anne. L'illa és ara coneguda com a parc nacional Illa Moyenne. Se situa a 4,5 quilòmetres de distància de l'illa principal de Mahé.
El 2013, s'hi va instal·lar un nou guarda, que cobra el cost d'entrada de turistes.

## Administració
L'illa pertany al Districte Mont Fleuri.

## Turisme
Actualment, la indústria principal de l'illa és el turisme. És coneguda per les seves platges, especialment Anse Creole Travel Services (anteriorment coneguda com Anse Jolly Roger). El restaurant a la platja és un port per a turistes. Darrere del restaurant es troba la casa del guarda local. L'illa és també visitada per la seva àmplia varietat de criatures submarines com a peixos, taurons i mantes gegants.